# Württembergischer Wein-Wanderweg
Der Württembergische Wein-Wanderweg (WWW) ist ein Themen- und Fernwanderweg des Schwäbischen Albvereins von Aub in Bayerisch Franken in die ehemalige Reichsstadt Esslingen am Neckar. Auf ca. 470 km Länge führt er durch die Weinlandschaft des nördlichen Württemberg. Er gilt als der längste deutsche Weinwanderweg.

## Geschichte
Ab 1972 begann der Schwäbische Albverein damit, die Trasse der Bottwartalbahn auf der Strecke von Heilbronn nach Beilstein zu einem Wander- und Radwanderweg umzuwidmen. Angeregt durch den damals stark beworbenen Rotweinwanderweg an der Ahr entstand gleichzeitig im württembergischen Unterland der Wunsch, einen entsprechenden Weinwanderweg durch die Region zu erstellen.
Gotthilf Link, der damalige Präsident des Weinbauverbands Württemberg, war ein Verfechter dieser Idee. Zusammen mit den Albvereins-Präsidenten Georg Fahrbach und Helmut Schönnamsgruber konnten diese Pläne konkretisiert werden.
Ab 1984 wurde mit der Errichtung und Markierung des Weges durch den Schwäbischen Albverein und dem damaligen Tourismusverband Neckarland-Schwaben begonnen. Dabei wurde explizit darauf verzichtet, einen neuen Hauptwanderweg zu errichten, und obwohl der Weinwander-Weg mit roten, stilisierten Trauben ein eigenes Wegzeichen erhielt, wurde zu Beginn statt auf eine Markierung bevorzugt auf bereits bestehende Wanderwege zurückgegriffen. Am 12. Mai 1988 wurde der Württembergische Weinwander-Weg offiziell eröffnet. Der Tourismusverband Neckarland-Schwaben übernahm in den Anfangsjahren die Vermarktung des neuen Weinwanderweges.
Zum 25-jährigen Jubiläum des Wanderweges ist von Seiten des Schwäbischen Albvereins eine stärkere Vermarktung geplant. In Zusammenarbeit mit Tourismus-Marketing Baden-Württemberg sollen zudem in Zukunft der Württembergische Wein-Wanderweg, die Württemberger Weinstraße und ein neu zu errichtender Wein-Radwanderweg eine touristische Einheit bilden.

## Wegstrecke

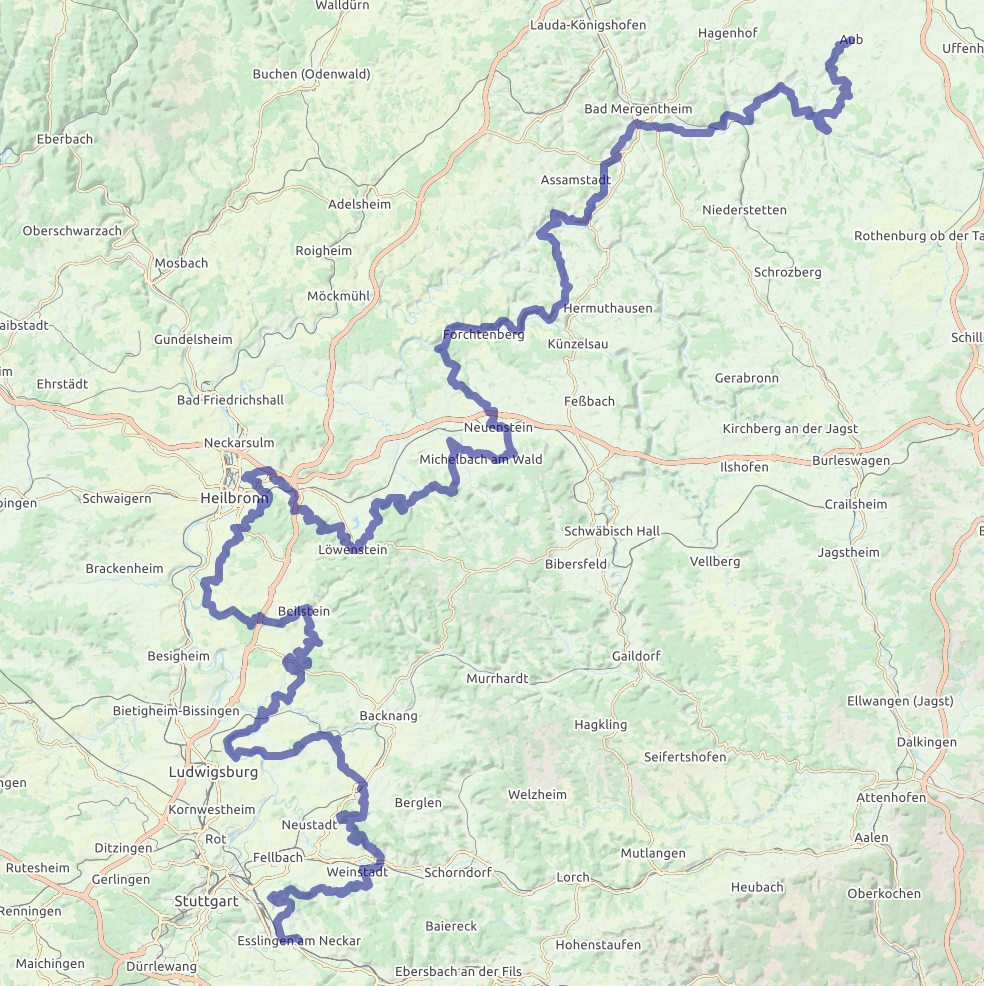
Wegstrecke des Wein-Wanderweges

Der Württembergische Wein-Wanderweg führt durch 56 Weinbaugemeinden. Durch seinen Streckenverlauf über Weinberge besitzt er einen hohen Anteil an asphaltierten Wegen. Er kann ganzjährig begangen werden, der Herbst gilt allerdings als beliebte Saison für den Württembergischen Wein-Wanderweg.
Der Weg führt von Aub im bayerischen Franken durchs Taubertal ins Hohenlohische. Er zieht durchs württembergische Unterland mit seinen Anbaugebieten um Weinsberg und Heilbronn. Von dort macht er eine Schleife ins Zabergäu und den Naturpark Stromberg-Heuchelberg, die als optional für den Wanderweg angesehen wird. Am Wunnenstein ist die Hauptroute wieder erreicht, die über Steinheim an der Murr und Marbach am Neckar ins untere Remstal führt. Über die Landeshauptstadt Stuttgart geht der Weg schließlich über Weinberge in die ehemalige freie Reichsstadt Esslingen.

„Der Weinwanderweg beginnt und endet, wie es einem Württemberger zukommt, im Ausland“

### Etappen
1. Aub – St. Kunigunda – Burg Brauneck – Niedersteinach – Schirmbach – Creglingen (18 km)
2. Creglingen – Röttingen – Tauberrettersheim – Karlsberg – Weikersheim (16 km)
3. Weikersheim – Elpersheim – Markelsheim – Bad Mergentheim (14 km)
4. Bad Mergentheim – Neunkirchen – Heiliges Kreuz – Eybhütte – Dörzbach (14 km)
5. Dörzbach – Klepsau – Krautheim – Unterginsbach – Dörrenzimmern – Bühlhof – Ingelfingen (20 km)
6. Ingelfingen – Weißbach – Neuwülfingen – Ernsbach – Zweiflingen – Friedrichsruhe (22 km)
7. Friedrichsruhe – Steinsfürtle – Neuenstein – Eschelbach – Michelbach am Wald – Öhringen (21 km)
8. Öhringen – Pfedelbach – Lerchen – Espig – Buchhorn – Unterheimbach – Eschenau oder Öhringen – Verrenberg – Golberg – Lindelberg – Hälden – Unterheimbach – Eschenau (je 18 km)
9. Eschenau – Friedrichshof – Eichelberg – Altenhau – Wolfartsberg – Löwenstein-Teusserbad – Lehrensteinsfeld – Weinsberg (23 km)
10. Weinsberg – Burgruine Weibertreu – Wartberg – Trappensee – Staufenberg – Flein – Talheim (24 km)
11. Talheim – Lauffener Landturm – Neckarwestheim – Schloss Liebenstein – Höhe „Am See“ – Wunnenstein – Beilstein (22 km)
12. Beilstein – Langhans – Peterskirche – Oberstenfeld – Burg Lichtenberg-Hof und Lembach – Harzberg – Großbottwar – Benning – Forsthof – Steinheim an der Murr – Marbach am Neckar (30 km)
13. Marbach am Neckar – Benningen am Neckar – Hoheneck – Neckarweihingen – Poppenweiler – Lemberg – Affalterbach (18 km)
14. Affalterbach – Wolfsölden – Buchenbachtal – Gollenhof – Leutenbach – Winnenden – Hanweiler – Korb (20 km)
15. Korb – Hörnle – Kleinheppacher Kopf – Grunbach – Strümpfelbach – Stetten (21 km)
16. Stetten – Kernen im Remstal – Rotenberg – Uhlbach – Katharinenlinde – Rüdern – Esslingen am Neckar (17 km)

### Neckartal-Enztal-Stromberg-Heuchelberg-Schleife
Der Streckenabschnitt wird als optional angesehen und kann aus Zeitgründen eingespart werden. Der 130 km lange Weg setzt im Anschluss an die 10. Tagesetappe (Weinsberg – Talheim) an und lässt die Etappenorte Lauffener Landturm, Neckarwestheim und Schloss Liebenstein aus.
1. Talheim – Rauher Stich – Horkheim – Klingenberg – Heuchelberger Warte – Hörnle – Neipperg (24 km)
2. Neipperg – Haberschlacht – Stocksberg – Brackenheim – Botenheim – Michaelsberg – Treffentrill (21 km)
3. Treffentrill – Teufelsberg – Spielberg – Ochsenbach (14 km)
4. Ochsenbach – Klosterruine Baiselsberg – Horrheim – Eselsburgturm – Ensingen – Illingen (16 km)
5. Illingen – Roßwag – Vaihingen an der Enz – Leinfelder Hof – Oberriexingen (14 km)
6. Oberriexingen – Untermberg – Bietigheim – Besigheim (18 km)
7. Besigheim – Hessigheimer Felsengärten – Mundelsheim – Höhe „Am See“ – Wunnenstein – Beilstein (23 km)